# 利亚内斯科陨击坑
利亚内斯科陨击坑（Llanesco）是火星凤凰湖区的一座撞击坑，中心坐标位于南纬29.3度、西经100.8度，直径25.4公里。根据美国地质调查局数据绘制的火星表面地质龄图，利亚内斯科陨击坑周边区域形成于38至18亿年前的诺亚纪或赫斯珀里亚纪。1991年，国际天文联合会以 西班牙利亚内斯镇对它予以了正式命名。
利亚内斯科陨击坑坐落在迪诺威克陨击坑的北面，坑底高出火星基准面约7000米，坑壁平均高约7750米，因此，它的深度约为750米。